# آنا إس. فيشر
آنا إس. فيشر (بالإنجليزية: Anna S. Fisher)‏ هي فنانة ورسامة أمريكية، ولدت في 1873 في نيويورك في الولايات المتحدة، وتوفيت في 1942.

## وصلات خارجية
- آنا إس. فيشر على موقع قاعدة بيانات برودواي على الإنترنت (الإنجليزية)